# Liquid Glass
Liquid Glass – interfejs użytkownika zaprojektowany przez amerykański konglomerat technologiczny Apple. Zaprojektowany został z przeznaczeniem dla systemów operacyjnych zasilających różne produkty tej firmy – iOS, iPadOS, macOS, tvOS, watchOS. Głównym punktem interfejsu są jego przezroczyste elementy, które wyglądem imitują szkło.